# SAR-Klasse FD
Die Fahrzeuge der Klasse FD der South African Railways (SAR) waren Gelenklokomotiven der Bauart Modified Fairlie. Die Lokomotiven waren mit Achslasten von etwa 12,5 t für Nebenstrecken bestimmt; die Achsfolge war (1'C1')(1'C1').
Wie die noch etwas leichteren Klassen FC und GC stimmte die Klasse FD mit der parallel entwickelten Garratt-Klasse GD in allen wesentlichen Abmessungen überein, so dass die SAR beide Gelenkbauarten gut miteinander vergleichen konnte.
Die vier Lokomotiven der Klasse FD wurden zwischen 1957 und 1959 ausgemustert, etwa zehn Jahre vor den GD-Garratts. Die durch die Überhänge verursachte Beanspruchung der Drehzapfen hatte gegenüber letzteren zu einem höheren Wartungsaufwand geführt.